# Esther Duflo
Pour les articles homonymes, voir Duflo.
Esther Duflo, née le 25 octobre 1972 à Paris, est une économiste franco-américaine. Professeure au Massachusetts Institute of Technology (MIT) et au Collège de France, elle reçoit le prix Nobel d'économie en 2019 conjointement avec son époux Abhijit Banerjee et Michael Kremer.

## Biographie

### Famille et formation
Esther Caroline Duflo naît le 25 octobre 1972 à Paris dans une famille protestante,. Son père est le mathématicien Michel Duflo et sa mère est médecin pédiatre et participe régulièrement à des actions humanitaires en tant que médecin. Esther Duflo a un frère et une sœur. La famille vit à Asnières-sur-Seine (Hauts-de-Seine).
Dans sa jeunesse, elle pratique le scoutisme au sein des Éclaireuses et Éclaireurs unionistes de France. Elle est responsable du groupe local de Bois-Colombes,. Elle travaille aussi comme bénévole dans plusieurs ONG.
Après avoir obtenu son baccalauréat, Esther Duflo entre en classe préparatoire « lettres et sciences sociales » (B/L) au lycée Henri-IV à Paris. Elle est classée 4e au concours d'entrée de l'École normale supérieure en 1992, groupe « sciences sociales », où elle commence par étudier l'histoire.
Elle obtient sa maîtrise d'histoire (avec un mémoire sur le premier plan quinquennal de l'URSS) et d'économie en 1994, après dix mois passés à Moscou en 1993. Sur les conseils de Thomas Piketty et de Daniel Cohen, elle se tourne vers l'économie appliquée,. Esther Duflo, après avoir intégré l'École normale supérieure, avait également suivi le magistère d'économie de Paris-I de 1992 à 1993, avant de faire le DEA APE de l'EHESS et une thèse au MIT. En 1996, elle obtient l'agrégation de sciences économiques et sociales,,. 
Elle est aussi à cette époque assistante de recherche de Jeffrey Sachs et de Daniel Cohen,.
Elle épouse son ancien professeur au MIT, l'économiste et universitaire Abhijit Banerjee, en 2015. Le couple a deux enfants : Noémie, née en 2012, et Milan, né en 2014.

### Thèse et début de carrière
En 1999, elle soutient sa thèse de doctorat au département d'économie de l'Institut de technologie du Massachusetts (MIT), sous la direction de l'économiste indien Abhijit Banerjee. Sa thèse, intitulée Three Essays in Empirical Development Economics (Trois essais sur l'économie empirique du développement), est consacrée à l'évaluation économique des projets de développement. La même année, elle intègre le département d'économie du MIT comme assistant professor. En 2002, à l'âge de 29 ans, elle accède au poste de professeur associée. Après une année en détachement à l’université de Princeton, elle est titularisée au MIT et obtient le titre de professeur en 2004, à l’âge de 32 ans. Ce retour au MIT s'accompagne de la création du Poverty Action Lab (voir Abdul Latif Jameel Poverty Action Lab).

### Carrière
Esther Duflo est corédactrice des revues spécialisées Review of Economics and Statistics et Journal of Development Economics ; en 2007, elle est nommée rédactrice fondatrice de la revue American Economic Journal: Applied Economics.
Fin 2012, elle est nommée au sein du President’s Global Development Council, un organisme américain chargé de conseiller le président des États-Unis Barack Obama ainsi que les hauts dirigeants de l’administration sur les questions de développement[réf. nécessaire].
En 2015, elle est codirectrice de J-Pal (Abdul Latif Jameel Poverty Action Lab, laboratoire Abdul Latif Jameel d'action contre la pauvreté) au MIT, dans lequel elle joue un rôle majeur du point de vue scientifique comme de celui de la gestion et de la levée de fonds. Par ailleurs, Esther Duflo détient la première chaire internationale « Savoirs contre la pauvreté », au Collège de France, soutenue par l'Agence française de développement puis la chaire statutaire au Collège de France « Pauvreté et politiques publiques » depuis 2022.
Membre de l'Académie américaine des arts et des sciences, de l'Académie des technologies et membre correspondant de la British Academy, elle siège depuis 2018 au Conseil scientifique de l'Éducation nationale.
Elle obtient en 2019 le prix de la Banque de Suède en sciences économiques en mémoire d'Alfred Nobel aux côtés de son époux Abhijit Banerjee et de Michael Kremer, pour leurs travaux sur la lutte contre la pauvreté,.
En 2020, elle accepte l’invitation de l’École d'économie de Paris (PSE) et de l’université Paris sciences et lettres (PSL) à un séjour d’enseignement et de recherche durant l’année scolaire 2020-2021.
Fin 2023, elle est la marraine de la promotion 2023 de l'ENS Rennes.
En 2024, elle est élue présidente de l'École d'économie de Paris. La même année, elle devient présidente du Fonds d'innovation pour le développement (FID).

### Vie personnelle
Esther Duflo possède la nationalité américaine depuis 2012. Elle parle l'anglais, l'allemand et le russe.
Issue d'une famille de gauche, elle se considère elle-même comme appartenant à « la gauche pragmatique ».

## Travaux
Son domaine de recherche porte sur les questions microéconomiques dans les pays en développement, en particulier la santé, l'éducation, l'accès au crédit, en passant par la lutte contre la corruption.

### Méthode
Avec Michael Kremer, Abhijit Banerjee, Jeff Carpenter, John List et Sendhil Mullainathan, elle est une pionnière du développement d'un certain type d'expériences de terrain. Sa méthode consiste en l'étude d'une question limitée et précise, avec comparaison entre un groupe témoin et un groupe d'expérience, tirés au hasard. Ces essais randomisés contrôlés sont classiques en biologie, mais plus rares en économie. Ils sont devenus - en partie sous son impulsion - bien plus courants dans la discipline. Alors qu'ils n'étaient pratiquement jamais mentionnés dans la littérature dans les années 1980, 10 % des articles publiés en 2016 mentionnent ces « Randomized Controlled Trials » (RCTs)[réf. nécessaire]. Parce qu'on considère souvent que ce type d'expérience a une bonne validité interne, on qualifie parfois l'émergence de ces méthodes comme participant de la controversée révolution de crédibilité, révolution dont Esther Duflo serait ainsi une des actrices majeures.
Elle décrit sa méthode de travail comme « vraiment micro. Mes projets portent toujours sur une question simple, épurée, qui a trait à la réaction des gens dans un contexte précis. » Sous l’impulsion de son groupe de recherche, ce genre de méthode devient courant dans les agences d'aide au développement et à la Banque mondiale.

### Réputation
L'hebdomadaire américain The New Yorker la décrit comme « une intellectuelle française de centre gauche qui croit en la redistribution et [qui] souscrit à la notion optimiste (qui va peut-être au-delà de données fermes) que demain sera peut-être meilleur qu'aujourd'hui,. »

### Critiques
Ce que l’équipe récompensée par le prix Nobel d’économie en 2019 a fait, c’est appliquer un système de mesure déjà courant dans d’autres sciences (comme la médecine) ainsi que dans les sciences sociales : comparer l’effet d’une intervention simple sur un groupe par rapport à un autre groupe qui ne la reçoit pas. Cette approche est utilisée depuis des décennies dans les projets sociaux et humanitaires, où l’on conçoit des actions avec des indicateurs, des moyens de vérification et des évaluations. La seule différence est qu’ils ont soigneusement documenté le processus, l’ont systématisé et en ont fait une publication académique. Dans cette optique, l’attribution du prix Nobel est difficile à comprendre : il ne s’agit ni d’une découverte théorique, ni d’un progrès analytique profond, mais de l’application d’une technique déjà bien connue. De plus, des critiques plus sévères soulignent que même l’application de cette méthode comporte des failles : incohérences dans les données, faiblesses méthodologiques et absence de réflexion éthique sur l’expérimentation menée auprès de populations vulnérables.
Denis Clerc, qui reconnaît ses mérites dans l'analyse des « pièges à pauvreté » et le test de l’efficacité de tel ou tel dispositif pour sortir de la pauvreté grâce à une amélioration des conditions de vie, explique que son approche bottom up (par le bas) est efficace et innovante et permet de rompre avec le fatalisme. Mais il ne faut pas pour autant oublier le volet top down pour lutter contre trois fléaux : la mauvaise gouvernance et la corruption, les guerres civiles et l’insuffisance de moyens financiers pour les services publics de santé et d’éducation, et les infrastructures indispensables. Esther Duflo, elle, considère que « le discours sur la mal-gouvernance, on l'entend souvent dans la bouche de gens de droite : il leur sert d'argument pour ne rien faire ou réduire les budgets ».
Gaël Giraud, ancien économiste en chef de l’Agence française de développement (AFD), affirme également que les essais aléatoires menés par le J-Pal au MIT sont extrêmement coûteux et donnent des résultats qui varient trop selon le lieu et l’époque pour en déduire une loi générale. De plus le J-PAL n'a pas de réflexion approfondie sur l'éthique de l'expérimentation sur des êtres humains.
Pour les économistes français Arthur Jatteau et Agnès Labrousse, les méthodes randomisées ne sont applicables qu'à des mesures d'aide simples et le coût des études est élevé. Le groupe témoin est privé de la mesure concernée. Il serait en fait possible de dispenser cette aide à l'ensemble de la population avec le même budget si l'on ne faisait pas l'étude. Pour les deux économistes, il serait dommage de se borner à ce type d'étude qui ne donne aucune explication au niveau macroéconomique ou même sur les questions microéconomiques d'importance. De plus, la méthode n'est pas si nouvelle, ayant été utilisée dans les sciences sociales dès les années 1920, comme à Chicago, sur une étude sur la participation électorale et en économie en 1968 sous l'impulsion d'une doctorante du MIT, Heather Ross.
Pour Angus Deaton, également prix Nobel, les essais contrôlés randomisés n'ont qu'une valeur limitée puisqu'ils se concentrent sur de très petites interventions dépendantes du contexte. Il remet en question le caractère aléatoire de la sélection du groupe qui sera divisé au hasard en groupe d'étude et groupe témoin. Les populations étudiées, trop petites, sont sujettes à une distorsion due à des valeurs aberrantes. Le lien de causalité dans une situation donnée peut ne pas se retrouver dans une autre situation.
Pour François Roubaud, les essais contrôlés randomisés ne permettent d’évaluer que des micro-interventions et laissent de côté les principales politiques fiscales, commerciales ou sectorielles qui affectent les structures de l’économie.

## Distinctions

### Décorations françaises
Le 14 novembre 2013, Esther Duflo est nommée au grade d'officier dans l'ordre national du Mérite au titre de « économiste, professeure au Massachusetts Institute of Technology, titulaire de la chaire sur la réduction de la pauvreté et l'économie du développement ; 14 ans de services ».
Le 31 décembre 2020, elle est nommée au grade de commandeur dans l'ordre national de la Légion d'honneur, au titre de « prix Nobel d'économie, professeur d'économie du développement ; 21 ans de services ».

### Médailles et prix
- 2002 : prix Elaine-Bennett pour la recherche de l'American Economic Association[43]. Ce prix récompense une femme de moins de quarante ans dont les contributions en recherche économique sont exceptionnelles.
- 2005 : prix du meilleur jeune économiste de France, décerné par Le Monde et le Cercle des économistes.
- 2009 : lauréate de la bourse MacArthur.
- 2010 : médaille John-Bates-Clark pour son rôle essentiel dans l'économie du développement, en recentrant cette discipline sur les questions microéconomiques et les expériences à grande échelle sur le terrain[18].
- 2010 : prix international Calvó-Armengol.
- 2011 : médaille de l'innovation du CNRS[44].
- 2014 : prix Albert O. Hirschman, aux côtés d'Abhijit Banerjee et du Abdul Latif Jameel Poverty Action Lab[45].
- 2014 : prix Erna Hamburger de la fondation EPFL-Women In Science and Humanities[46].
- 2014 : prix Infosys en sciences sociales[47].
- 2015 : prix Princesse des Asturies des sciences sociales pour ses travaux d'études sur les causes de la pauvreté et ses propositions pour la combattre à partir du prisme microéconomique[48].
- 2019 : prix Nobel d'économie aux côtés de Michael Kremer et d'Abhijit Banerjee pour leurs travaux sur la lutte contre la pauvreté[28].

### Doctoratshonoris causa
- Université catholique de Louvain (Belgique, 2010)[49]
- London Business School (Royaume-Uni, 2011)[50]
- Université Yale (États-Unis, 2013)[51]
- HEC Paris (France, 2015)[52]
- Université Érasme de Rotterdam (Pays-Bas, 2019)[53]
- Université de Liège (Belgique, 2023)[54]

### Classements
- En mai 2008, le magazine américain Foreign Policy la fait figurer sur sa liste des 100 premiers intellectuels mondiaux[55].
- En 2010, Foreign Policy la classe 38e dans sa liste des 100 premiers penseurs mondiaux (Top 100 Global Thinkers)[56], 60e en 2011[57], puis 62e en 2012[58].
- En 2011, le magazine américain Time la fait figurer sur sa liste des 100 personnes les plus influentes au monde[59].

## Publications
- Expérience, science et lutte contre la pauvreté : [leçon inaugurale au Collège de France prononcée le jeudi 8 janvier 2009], Paris, Fayard, 2009, 74 p. (ISBN 978-2-213-64412-7)[60]
- Le Développement humain. Lutter contre la pauvreté (I), Paris, Le Seuil / République des idées, 2010, 103 p. (ISBN 978-2-02-101474-7)[61],[62]
- La Politique de l'autonomie. Lutter contre la pauvreté (II), Paris, Le Seuil / République des idées, 2010, 103 p. (ISBN 978-2-02-101187-6)[61]

### En collaboration
- avec Abhijit V. Banerjee (trad. de l'anglais), Repenser la pauvreté, Paris, Le Seuil / Les Livres du Nouveau Monde, 2012, 422 p. (ISBN 978-2-02-100554-7)
- avec Abhijit V. Banerjee (trad. de l'anglais), Économie utile pour des temps difficiles, Paris, Le Seuil, 2020, 504 p. (ISBN 978-2-02-136656-3)

### Ouvrages pour la jeunesse
- Afia. Qui saura la guérir ? (ill. Cheyenne Olivier), Paris, Le Seuil, coll. « Seuil jeunesse / La pauvreté expliquée par Esther Duflo », 2022 (ISBN 9791023516210)
- Bibir. Un coup de pouce pour la sorcière (ill. Cheyenne Olivier), Paris, Le Seuil, coll. « Seuil jeunesse / La pauvreté expliquée par Esther Duflo », 2022 (ISBN 9791023516869)
- Neso et Najy. Même pas peur de la grande ville ! (ill. Cheyenne Olivier), Paris, Le Seuil, coll. « Seuil jeunesse / La pauvreté expliquée par Esther Duflo », 2022 (ISBN 9791023516227)
- Nilou. Fini l'école buissonnière ! (ill. Cheyenne Olivier), Paris, Le Seuil, coll. « Seuil jeunesse / La pauvreté expliquée par Esther Duflo », 2022 (ISBN 9791023516203)
- Oola. En avant les élections ! (ill. Cheyenne Olivier), Paris, Le Seuil, coll. « Seuil jeunesse / La pauvreté expliquée par Esther Duflo », 2022 (ISBN 9791023516876)